# Pachyteria speciosa
Pachyteria speciosa är en skalbaggsart som beskrevs av Francis Polkinghorne Pascoe 1866. Pachyteria speciosa ingår i släktet Pachyteria och familjen långhorningar. Inga underarter finns listade i Catalogue of Life.